# اندیس کرومیت سرکندغربی
کرومیت سرکندغربی یک اندیس فلزی است که در حوالی شهر بیرک  استان سیستان و بلوچستان قرار دارد و مادهٔ معدنی موجود در آن، کرومیت است.سنگ میزبان این اندیس پریدوتیت تکتونیزه است و دیرینگی آن به دوران کرتاسه بالایی می‌رسد. 